# 和氏璧
和氏璧是中國古代一塊著名的璞玉石，相傳為楚国人卞和所发现。璧為古代禮器玉中之六器，祭祀天地四方之神的禮器，《周禮·春官·大宗伯》以蒼璧禮天，以黃琮禮地，以青圭禮東方，以赤璋禮南方，以白琥禮西方，以玄璜禮北方。自古已有天圓地方之說，禮天之器乃採用中孔圓形之璧，天色蒼，禮天之玉便採用蒼色之璧。
自北魏的崔浩开始，傳說和氏璧被雕琢后成為傳國玉璽，也就是秦、漢、魏、晉、隋、唐等历代王朝的传国玺，最後在五代十國的动乱中下落不明。
由於玉器在春秋战国时期礼法中占有的重要地位，和氏璧本身的价值亦被民间广泛传颂，因此其成为诸多中国文化中典故、成语的来源。和氏璧与随侯珠并称，始有成语随珠和璧、随珠荆玉的称号。

## 历史、传说与典故

### 和氏献璧
和氏璧最早見載东周末年著作《韓非子·和氏第十三》：楚国人卞和在楚地的山中发现一块外裹岩石的美玉，他将这块玉献给当時的君主楚厉王，而楚国王室认为和氏贡献的只是一块石头欺骗了君王，於是楚厉王下令将和氏左脚砍去。爾後厉王被弒，楚武王即位，和氏再次将该玉献给他，武王命令玉工鉴定这块玉石，但仍认为和氏所献的是一块石头，结果和氏右脚也被砍掉。最後和氏带着玉石回到楚山，在那里他恸哭了三日三夜，泪尽而继之以血，新即位的楚国国君楚文王得知并派人询问事情的缘由，和氏说：“我並非为被砍去雙脚而伤心，而是因宝玉被认定为石头、忠臣却被认为是骗子！这才是我所伤心啊。”于是楚文王派工匠除去裹在玉石上的岩石，这才看到了这块玉。於是楚文王将该玉璧命名为“和氏”。
《史记》记载和氏璧一直是楚国国宝，楚威王时期和氏璧被赐予攻滅越国有功的令尹昭阳，一次昭阳在设宴招待门客时将和氏璧取出供宾客参观，此时宾客中有人突发起哄，并趁乱偷走了摆在桌上的和氏璧，昭阳的门客稱张仪是盗走和氏璧的人，张仪在经过昭阳拷打讯问後被放走，因此张仪在成为秦国相国後曾为此向楚国展開报复，而和氏璧依舊下落不明。之後和氏璧经人之手，辗转来到赵国；《東周列國志》记载其曾卖给赵国宦官令缪贤，赵惠文王得知後从缪贤那裡取得和氏璧，《史记》记载在公元前3世纪时期和氏璧為战国时期赵国君主赵惠文王所有。

### 完璧归赵
秦昭襄王在得知和氏璧歸属同一时期的趙國君主趙惠文王的趙國王室後，於前283年向趙國派遣使者，希望以15座城池来换取和氏璧，這便是成语「價值連城」的由来。
赵国出于对秦国的不信任並未立即答应交换和氏璧，赵国政府在商议後派遣蔺相如为代表携和氏璧出使秦国。蔺相如经过两次对秦王的试探後认定秦国是想借其强大的国力为後盾，强取玉璧而拒绝向赵国割让城池。於是蔺相如派他的副手穿上平民的服饰，走小路带和氏璧回到赵国。而蔺相如本人凭借在秦朝朝廷上不卑不亢的表现也平安回到赵国。此即成语“完璧归赵”的来源。

### 受命於天
公元前228年，秦国攻滅赵国，和氏璧最终为秦国所有。前221年，秦滅了周朝的六个最大的诸侯国，建立了中国历史上第一个中央集权的朝代。由於天子九鼎失蹤，據說和氏璧被雕琢成为传国玺，以象徵秦國國威，由玉工孙寿刻上了由秦帝国丞相李斯写的“受命於天，既壽永昌”8个虫鸟篆字。自此和氏璧成了皇帝的宝印和天授皇权的象徵。在秦朝之後的数百年间，拥有传国玺成为中国历史上被承认为正统帝国的条件之一，即使改朝换代时也不例外。从秦朝开始，共传了1000多年。一說傳國玉璽是由藍田玉所打造，不是和氏璧。

### 璽上角缺
西漢末年，王莽欲篡位，需要以玉璽的權威來證明自己的合法性。當時玉璽由王莽的姑姑，漢孝元太后王政君掌管著，王莽逼迫王太后交出玉璽。太后不願交出玉璽，將其重重摔於地上，想藉此毀壞傳國玉璽，不料，玉璽只有一角被摔壞。後玉璽被王莽拾起，並命人用黃金將缺角給補上。《玉璽譜》：至漢平帝，王莽篡位，就元後求璽。乃出璽，投之於地，璽上螭壹角缺。

### 大魏受漢
新朝末年王莽改制新政失敗，並引發嚴重內戰。當時身為漢朝宗室的漢景帝後裔劉秀乘勢起兵，在綠林軍的協助下推翻新莽而即位，史稱漢光武帝。西元25年劉秀建立東漢後，傳國玉璽在劉氏家族手中又流傳了幾百年。公元220年，曹丕逼漢獻帝禪位，認為曹家的魏政權合該是傳國玉璽的最終歸宿，並命人在玉璽左肩部刻下隸字「大魏受漢傳國璽」

### 銜玉出降
魏元帝咸熙二年（265年），曹魏為晉所篡，玉璽隨即落入司馬氏之手。但西晉國祚同樣不長，後歷經八王之亂、永嘉之禍，建興四年（316年）八月，漢趙劉曜率軍圍攻長安，長安城內外斷絕聯繫。十月，長安城發生嚴重饑荒，米價一斗達到黃金二兩，並出現人吃人的情況，長安城中一大半人餓死。十一月十一日，晉愍帝派侍中宋敞向劉曜送上降書，自己乘坐羊車，脫去上衣，口銜玉璽，由侍從抬著棺材，出城投降。

## 文學作品
- 《和氏璧》，吴蔚著，中国民主法制出版社